# The Dogs of War
«The Dogs of War» («Псы войны») — третья композиция в альбоме A Momentary Lapse of Reason группы Pink Floyd и третий сингл с этого альбома, выпущенный в США. Она исполнялась на всех концертах группы в течение туров 1987-89 годов и включена в CD- и видеоиздания концертного альбома Delicate Sound of Thunder.
Эта песня о войне на самом высоком — политическом — уровне. «The Dogs of War» описывает, как политические деятели организовывают войны, о которых не знает общественность, а также о том, что наибольшее влияние на войну оказывают деньги. Эта песня была написана о тайных войнах 80-х, о миллионах американских долларов, которые пошли на Афганскую войну, чтобы отразить советскую коммунистическую угрозу.
Согласно опросу читателей журнала «The Amazing Pudding» это была худшая песня Pink Floyd всех времен и также утверждалось, что в этой песне Дэвид Гилмор спародировал Роджера Уотерса, написав «злую» антивоенную песню.
На концертах в поддержку A Momentary Lapse of Reason этот трек игрался восьмым. Концертная версия имела расширенное вступление, соло на саксофоне, дуэль между гитарой и саксофоном в середине и удлинённую концовку по сравнению с альбомной версией. Трек достиг 16-го места в списке MTV’s Video Countdown в мае 1988 года.

## Видеоклип
Клип для этого трека был создан Стормом Торгерсоном, который изобразил немецких овчарок с желтыми глазами, пробегающими район боевых действий и документальные съемки концертов группы.

## Список музыкантов
- Дэвид Гилмор — гитара, вокал, бэк-вокал
- Тони Левин — бас-гитара
- Скотт Пейдж и Том Скотт — саксофон
- Кармайн Эппис — ударные и перкуссия
- Джон Карин — клавишные и эффекты
- Патрик Леонард — синтезаторы
- Билл Пейн — орган
- Darlene Koldenhaven, Carmen Twillie, Phyllis St. James, Donnie Gerrard — бэк-вокал